# Polito Rodríguez Méndez
Polito Rodríguez Méndez (Santa Bárbara (Barinas), Venezuela, 13 de agosto de 1967). é um prelado venezuelano da Igreja Católica, atualmente é o arcebispo da Arquidiocese de Barquisimeto.

## Biografia
Seus pais Juan Rodríguez e Paula Méndez.
Recebeu a ordenação sacerdotal em 31 de julho de 1999, na Paróquia de Nuestra Señora del Rosario Cuatricentenaria da cidade de Barinas, pelas mãos do Exmo. Dom Antonio José López Castillo, então II Bispo de Barinas.
O Papa Francisco o nomeou IV bispo da vaga Diocese de San Carlos de Venezuela em 8 de abril de 2016, sendo o Subsecretário da Conferência Episcopal da Venezuela
Foi ordenado bispo em 18 de junho de 2016, pelo bispo José Luis Azuaje Ayala. Na cidade de Ciudad Bolívia, mais conhecida como Pedraza Nueva no Estado de Barinas, onde exerceu seu primeiro trabalho pastoral como vigário cooperativo e da qual foi pároco.
Em 25 de junho de 2016 em San Carlos tomou posse da Diocese.
Em 28 de junho de 2024, o Papa Francisco o elevou a dignidade de arcebispo, transferindo-o para a Arquidiocese de Barquisimeto.